# Lleonard Balada i Ibañez
Lleonard Balada Ibañez (Sant Just Desvern, 22 de setembre de 1933) és un compositor català. Des de 1956 resideix als Estats Units d'Amèrica, país del qual actualment és ciutadà, ostentant la doble nacionalitat, espanyola i estatunidenca.
Va ser cap del departament de Música de l'Escola Internacional de les Nacions Unides i professor de composició a la Carnegie-Mellon University. També és membre de l'American Music Center i de la Hispanic American Society. L'any 1993 rebé el Premi Nacional de música de la Generalitat de Catalunya.

## Trajectòria
Va estudiar al Conservatori del Liceu i a la Juilliard School de Nova York. Resideix des del 1956 als EUA i des del 1970 és catedràtic de composició a la universitat Carnegie Mellon de Pittsburgh.
Influït a la seva joventut per l'art del seu amic Salvador Dalí, estudià composició amb Aaron Copland i és un dels pioners en la combinació d'idees folklòriques amb tècniques d'avantguarda. Fidel al seu estil, eclèctic a l'hora de combinar diverses tècniques i forjat amb mestria absoluta en l'art de l'orquestració, posseeix un ampli catàleg simfònic i operístic que la multinacional Naxos ha enregistrat en els últims anys.
El seu art orquestral comença a resplendir en obres de gran tensió dramàtica, com Guernica (1966), inspirada en el cèlebre quadre de Picasso i que va estrenar la New Orleans Philharmonic, dirigida per W. Torkanowsky, o la multirítmica Steel Symphony (1972), reflex poètic i dramàtic de les foneries d'acer, que va estrenar la Pittsburgh Symphony Orchestra, dirigida per Donald Johannos i va ser portada al disc per Lorin Maazel.
S'ha forjat un estil molt personal, que va cobrar identitat sonora pròpia a partir de Sinfonía en Negro (Homenaje a Martin Luther King, 1968) i dels seus homenatges A Pau Casals i A Pablo Sarasate, datats tots dos del 1975. El seu catàleg simfònic s'ha anat enriquint al llarg dels anys amb obres com Sardana (1979), versió lliure i colorista de la dansa nacional de Catalunya; Quasi un pasodoble (1981), fantasia musical basada en el pasdoble espanyol; Folk Dreams (1998), suite basada en melodies populars de Letònia, Catalunya i Irlanda, estrenada per l'Ireland National Symphony Orchestra, dirigida per Colman Pearce; les simfonies núm. 4, «Lausanne» (1992), que uneix el folklore suís amb les tècniques de l'avantguarda; núm. 5, «Americana» (2003) i núm. 6, «De les Penes» (2006), dedicada a les víctimes innocents de la Guerra Civil espanyola, fruit d'un encàrrec de l'Orquestra Simfònica de Barcelona i Nacional de Catalunya (OBC), que la va estrenar el febrer de 2006, sota la direcció de Salvador Mas, o la curiosa Prague Sinfonietta, singular trobada entre l'esperit mozartià i l'encant melòdic de les sardanes, obra encomanada i estrenada pel Festival Internacional de Músiques de Torroella de Montgrí (Catalunya) en la seva edició del 2005.
El seu ampli capítol concertant inclou composicions com el Concert per a 4 guitarres i orquestra (1976), encàrrec de la llavors Orquestra Ciutat de Barcelona, estrenat pel Tarragó Quartet sota la batuta d'Antoni Ros Marbà; Persistencias. Sinfonía concertante para guitarra y orquesta (1978), encarregada i estrenada per Narciso Yepes, amb l'Orquesta Nacional de España, dirigida per J. López Cobos; l'exuberant i lliurement inspirat en la música dels gitanos andalusos Concierto mágico, para guitarra y orquesta(1997), estrenat també per Jesús López Cobos, amb la Cincinnati Symphony i Ángel Romero com a solista; el Concert per a piano i orquestra núm. 3 (1999-2000), obra virtuosística que explora les sonoritats de danses espanyoles com el «pasodoble» i la «jota», que van estrenar Rosa Torres-Pardo i la Berlin Radio Symphony Orchestra, sota la direcció de R. Frühbeck de Burgos; el jazzístic Concert per a violoncel i orquestra núm. 2, «New Orleans»(2001), estrenat per la mateixa formació i batuta, amb Michael Sanderling com a solista, i el Concert per a tres violoncels i orquestra, «Concert Alemany» (2006), estrenat al Philharmonie Hall de la capital alemanya l'octubre de 2007. També, dins l'apartat cambrístic, es pot trobar la sèrie Caprichos, per a instrument solista i orquestra de cambra, i Una pequeña música nocturna en Harlem (2006), basada en l'obra de Mozart de títol semblant, comanda de la Budapest Chamber Symphony.
La llista de grans orquestres d'Amèrica i Europa que han interpretat obres seves inclou les Filharmòniques de Nova York, Los Angeles, Israel i Ciutat de Mèxic; les Simfòniques de Chicago, Dallas, Detroit, Cincinnati, Praga i Düsseldorf, així com l'Orquestra de Filadèlfia, la Philharmonia de Londres i les Nacionals de Washington i d'Espanya, entre d'altres. No menys important és la nòmina de directors que han conduït les seves partitures, com Mstislav Rostropòvitx, Lorin Maazel, Marin Jansons, Rafael Frühbeck de Burgos, Jesús López Cobos i d'altres.
Com a compositor, sent una especial atracció pel gènere líric. És autor d'obres com María Sabina (1969), tragifonia per a narradors, cor mixt i orquestra, escrita en col·laboració amb el Nobel de Literatura Camilo José Cela; No-Res. Un rèquiem agnòstic (1974, revisió 1997), tragifonia per a narrador, cor mixt i orquestra amb la col·laboració de l'escriptor francès Jean Paris, i Ebony Fantasies (2003), obra per a cor i orquestra inspirada en els espirituals negres, que estrenà, el febrer de 2004, l'Orquesta y Coro de la Comunidad de Madrid sota la direcció de Lorenzo Ramos.
En la seva producció teatral destaca la trilogia lírica dedicada a la figura del descobridor d'Amèrica, integrada per Cristóbal Colón (1986), òpera de gran format commemorativa del 5è centenari del descobriment d'Amèrica, amb llibret de l'escriptor Antonio Gala, estrenada al Gran Teatre del Liceu de Barcelona el 1989, amb la soprano Montserrat Caballé i el tenor Josep Carreras en els papers protagonistes. Una dècada després n'escriu la continuació, La muerte de Colón (1996), estrenada el 2005, en versió de concert, al Carnegie Music Hall de Pittsburgh i, més recentment, l'òpera de cambra La resurrección de Colón. També és autor de les òperes Zapata (1984) i les cambrístiques Hangman, Hangman!(Botxí, botxí!, 1982), encarregada i estrenada pel Festival Internacional de Música de Barcelona d'aquell any, i la seva seqüela, The Town of Greed (El poble de l'avarícia, 1997), totes dues amb llibret del compositor, una esplèndida orquestració i una línia líricament cantabile en les veus. Aquestes dues òperes van ser representades l'octubre de 2007 al Teatro de la Zarzuela de Madrid, en un muntatge conjunt, amb direcció escènica de Gustavo Tambascio, que va arribar al Foyer del Gran Teatre del Liceu el novembre del mateix any, amb direcció musical d'Álvaro Albiach, en el marc d'un conveni entre el centre líric barcelonès, el Festival d'Òpera de Butxaca i Noves Creacions i la Fundació Caixa Catalunya, destinat a propiciar l'estrena biennal, en aquest escenari, de noves òperes de cambra. El 13 de febrer de 2009 Balada enriquí el seu catàleg líric amb una nova òpera de gran format, Faust-Bal (2007), encomanada pel Teatro Real de Madrid. Amb llibret del dramaturg Fernando Arrabal, l'obra és una interpretació surrealista del segle XXI sobre el clàssic tema de Faust i la seva estrena absoluta va comptar amb la direcció musical de Jesús López Cobos i la posada en escena de Joan Font, director del grup teatral Comediants.
El gener de 2012, l'Orquesta Filarmónica de Málaga li va dedicar el seu 18è Cicle de Música Contemporània. En aquest mateix any treballa també en la composició d'una nova cantata amb text basat en el discurs que la històrica dirigent del Partit Comunista espanyol, Dolores Ibárruri La Pasionaria (Biscaia, 1895-Madrid, 1989), va llegir en el comiat de les Brigades Internacionals a Barcelona el 1938.